# Combretum paraguariense
Combretum paraguariense är en tvåhjärtbladig växtart som först beskrevs av August Wilhelm Eichler, och fick sitt nu gällande namn av Clive Anthony Stace. Combretum paraguariense ingår i släktet Combretum och familjen Combretaceae. Inga underarter finns listade i Catalogue of Life.